# Crathiorada fasciata
Crathiorada fasciata är en stekelart som beskrevs av Heinrich 1965. Crathiorada fasciata ingår i släktet Crathiorada och familjen brokparasitsteklar.

## Underarter
Arten delas in i följande underarter:
- C. f. victoriae
- C. f. septentrionalis
- C. f. formosana